# World of Warships
World of Warships – gra komputerowa z gatunku MMO tworzona przez białoruskie studio Wargaming.net oraz rosyjskie Lesta Studio koncentrująca się na bitwach morskich. Gra została wydana 17 września 2015.

## Historia
19 sierpnia 2011 roku studio Wargaming.net oficjalnie zapowiedziało powstanie gry World of Battleships, w której gracze będą mogli wziąć udział w bitwach morskich dwudziestego wieku mającą uzupełnić trylogię World of. 2 sierpnia 2012 roku tytuł gry został zmieniony na World of Warships. 14 listopada 2013 gra weszła w zamknięte testy alfa.
Około kwietnia 2015 roku w sklepie premium pojawiły się okręty z kodem premium na dołączenie do beta-testów World of Warships. Dnia 2 lipca 2015 roku pojawiła się wersja 0.4.0. oraz otwarte testy beta. W otwartych beta testach około 85% prac nad podstawową grą zostało ukończonych i były plany wprowadzenia na przyszłość efektów pogodowych i nocnych bitew po oficjalnej premierze gry.
3 września 2015 roku Wargaming ogłosił, że gra wyszła z otwartej bety. Gra została wydana 17 września 2015, a później została udostępniona na platformie Steam i Microsoft Store.

## Rozgrywka
Gracze walczą ze sobą w dwóch drużynach, składających się standardowo (zależnie od rodzaju rozgrywki) z 7-12 okrętów. Poszczególni gracze mogą łączyć się w grupy (zwane dywizjonami), podobne do eskadr znanych z World of Warplanes oraz plutonów z World of Tanks. Arenami walk są akweny położone w różnych lokacjach oraz z różną panującą na nich pogodą. Są to tereny Oceanu Atlantyckiego, Pacyfiku oraz Morza Arktycznego. 
Mechaniki z gry bardzo przypominają te znane graczom z World of Tanks czy World of Warplanes, tj. drzewka rozwoju, waluty, konto premium itp. 
Do dyspozycji graczy zostały oddane między innymi lekkie krążowniki, ciężkie krążowniki, pancerniki, krążowniki liniowe, lotniskowce, niszczyciele oraz okręty podwodne. Są to jednostki istniejące w rzeczywistości oraz okręty prototypowe lub istniejące tylko jako projekty, pochodzące z US Navy, Kriegsmarine, Marynarki Wojennej ZSRR, Japońskiej Cesarskiej Marynarki Wojennej, Royal Navy, Marine nationale, Regia Marina, Koninklijke Marine, Armada Española, Svenska marinen a także (pojedyncze okręty) Polskiej Marynarki Wojennej oraz marynarek wojennych Chin i Tajwanu i innych, mniejszych państw.

## Odbiór gry
World of Warships spotkał się z pozytywnym odbiorem recenzentów, uzyskując według agregatora Metacritic średnią z ocen wynoszącą 81/100 punktów oraz 81,82% według serwisu GameRankings.